# Всепольское соглашение профсоюзов
Всепольское соглашение профсоюзов (пол. Ogólnopolskie Porozumienie Związków Zawodowych), сокращённо OPZZ — национальный профсоюзный центр в Польше.

## История
Всепольское соглашение профсоюзов было создано в ноябре 1984 года на учредительном съезде в Бытоме. Правовой основой для создания организации стал закон о профсоюзах от 1982 года (который также запрещал профсоюз «Солидарность»), а первичные профсоюзные организации профцентра создавались на базе первичных профсоюзных организаций Ассоциации профсоюзов (распущенной в 1980 году). Созданный профцентр признавал руководящую роль Польской объединенной рабочей партии. Первым председателем OPZZ стал Альфред Мёдович.
После падения коммунистического режима в Польше, в 1991 году OPZZ выступило одним из организатором Союза демократических левых сил (SLD). После преобразования SLD в политическую партию в 1999 году, Всепольское соглашение профсоюзов оборвало формальные связи с Союзом, однако продолжало сотрудничество.
В 1990-е OPZZ стало членом трёхсторонней комиссии по социальным и экономическим вопросам, в которую входили представители государства, польских работодателей и профсоюзов.
В 2006 году OPZZ вступило в Европейскую конфедерацию профсоюзов и Международную конфедерацию профсоюзов. Тогда же вице-премьер Роман Гертых призвал к роспуску организации и конфискации её имущества.

## Численность и организационная структура
Всепольское соглашение профсоюзов имеет параллельную организационную структуру: территориальную (по административному делению Польши) и отраслевое (по отраслевым профсоюзным организациям).
В состав OPZZ входит 79 национальных отраслевых профсоюзов, в которых суммарно состоит около 550 тысяч членов. Крупнейшей членской организацией профцентра являются Союз польских учителей (пол. Związek Nauczycielstwa Polskiego) с 255 тысячами членов.